# 魏博德
魏博德MP（Patrick Weiler，1986年4月30日—）是加拿大一位自由黨政治家和前律师。自2019年加拿大聯邦大選起，他在加拿大國會下議院代表西溫哥華—陽光海岸—海天地區選區，並於2021年和2025年兩度連任。

## 早年生活和教育
魏博德生於卑詩省西溫哥華，並在西溫哥華和錫謝爾特長大。他的父親是卑詩大學法學教授Joe Weiler，母親則是前錫謝爾特鎮鎮議員Beverly Tanchak。
他在麥基爾大學獲得文學學士學位，其後更於卑詩大學獲得法律博士學位。

## 法律生涯
魏博德的律師生涯主要涉及環境法律和原住民法律。工作包括與聯合國合作改善水生生態系統的管理，也代表原住民、不同地方政府、中小企業和非牟利組織處理環境和企業法律事務。

## 政治生涯
在時任西溫哥華—陽光海岸—海天地區選區的自由黨議員高莊詩宣佈不會競逐連任後，魏博德則被提名為該選區的自由黨候選人。在競選期間，他的選戰以氣候行動和支持加拿大為國際環保出力為中心。他以34.9%的得票率告捷。
在2021年聯邦大選中，魏博德以33.9%的得票率順利連任，擊敗曾在2008至2015年間代表該選區的保守黨候選人倪德莊和新民主黨候選人、電影人兼政治活動家劉艾維。
魏博德在2025年聯邦大選中再次成功連任，獲得59.7%的選票，比2021年增加了26.73%。
作為一名國會議員，魏博德宣布了聯邦政府的不同大額投資。其中包括由希沙爾部族帶頭，與陽光海岸地區合作，耗資1.17億加元在錫謝爾特興建水庫。他還宣佈了住屋加速基金在詩高米、威士拿、吉臣士、彭伯頓和寶雲岛等地區進行住屋投資。
2024年11月，他與自由党黨團會議的幾名成員一同呼籲對時任總理賈斯汀·杜魯多的黨魁職位進行秘密的信任投票。2024年12月，在方慧蘭辭去內閣職務後，魏博德亦公開呼籲杜魯多在大選前辭職。
魏博德在其後的黨魁選舉中支持馬克·卡尼。
魏博德在多個議題上與自由黨立場相左，其中包括在2023年11月動議要求加沙戰爭立即停火，也支持選舉改革法案，例如動議將投票年齡降低至16歲的C-210法案。